# PierLuigi Zoccatelli
PierLuigi Zoccatelli (Verona, 30 luglio 1965 – Torino, 24 maggio 2024) è stato un sociologo italiano.
Fu per molti anni il vice-direttore del Centro Studi sulle Nuove Religioni (CESNUR), una rete internazionale di accademici e studiosi di scienze religiose interessati allo studio delle minoranze religiose e spirituali, nonché insegnante presso l'Università Pontificia Salesiana (sezione di Torino) e presso l'Università di Torino. Fece parte della Commissione per le intese con le confessioni religiose e per la libertà religiosa, istituita presso la Presidenza del Consiglio dei ministri.

## Biografia
Nato e cresciuto a Verona, dal 1998 visse a Torino, dove si sposò ed ebbe cinque figli. Laico e fervente cattolico, negli anni veronesi si avvicinò ad Alleanza Cattolica di cui contribuì a fondare il giornale "Cristianità".
A partire dalla metà degli anni novanta iniziò a dedicarsi alla ricerca e allo studio nel campo delle scienze religiose, con particolare riferimento alle minoranze religiose e alla galassia della cosiddetta "nuova religiosità". 
Fu membro del comitato scientifico, ricercatore residente e vicedirettore del CESNUR, socio ordinario della ESSWE (European Society for the Study of Western Esotericism), socio dell'AIS (Associazione italiana di sociologia) e socio fondatore dell'APSOR (Associazione Piemontese di Sociologia della Religione).
Presso l'Università di Torino fu membro del comitato scientifico del Centro interdipartimentale di Ricerca in Scienze Religiose “Erik Peterson” e del comitato scientifico di CRAFT - Contemporary Religions And Faiths in Transition, centro di ricerca del Dipartimento di Culture, Politiche e Società.
Specializzatosi nello studio dell'esoterismo, curò l'opera omnia in edizione italiana del simbolista francese Louis Charbonneau-Lassay. Scrisse e curò, da solo o con altri, 19 volumi, partecipò con singoli saggi o voci enciclopediche a 30 libri, redasse 40 articoli per riviste specializzate e tradusse o curò redazionalmente la pubblicazione di circa 60 titoli. I suoi scritti furono in seguito pubblicati anche in dodici nazioni e otto lingue. Fu vicedirettore della rivista peer-review The Journal of CESNUR e membro del comitato scientifico della rivista Politica Hermetica. Nel 2001, 2006 e 2013 co-diresse con Massimo Introvigne la Enciclopedia delle religioni in Italia.
Dal 2013 iniziò una collaborazione con la cattedra di Sociologia dei movimenti religiosi dell'Università Pontificia Salesiana, e dall'anno accademico 2016-2017 gli fu affidata dal medesimo ateneo la docenza di Sociologia della religione. Dall'anno accademico 2020-2021 fu inoltre titolare del corso "Esoterismo, nuova religiosità e nuove religioni: un percorso sociologico" nel Master in Scienze religiose e mediazione interculturale dell'Università di Torino.
Il 10 agosto 2023 fu nominato componente della Commissione per le intese con le confessioni religiose e per la libertà religiosa, istituita presso la Presidenza del Consiglio dei Ministri.
Morì a Torino il 24 maggio 2024, una settimana dopo essere stato colpito da un arresto cardiaco, all'età di 58 anni.

## Opere principali
- (con Stefano Salzani), Hermétisme et emblématique du Christ dans la vie et dans l'œuvre de Louis Charbonneau-Lassay (1871-1946), trad. dall'italiano di Jean Nicolas, Archè, Parigi-Milano, 1996.
- Aleister Crowley. Un mago a Cefalù, Mediterranee, Roma 1998.
- Le lièvre qui rumine. Autour de René Guénon, Louis Charbonneau-Lassay et la Fraternité du Paraclet, con documenti inediti, Milano, Archè, Milano, 1999.
- (con Massimo Introvigne, Nelly Ippolito Macrina e Verónica Roldán), Enciclopedia delle religioni in Italia, Elledici, Leumann (Torino), 2001.
- (con Luigi Berzano), Identità e identificazione. Il pluralismo religioso nell'entroterra palermitano, Salvatore Sciascia Editore, Caltanissetta - Roma 2005.
- (con Massimo Introvigne), Le religioni in Italia, Elledici - Velar, Leumann (Torino) - Gorle (Bergamo) 2006.
- (con Ignazio Cantoni), A maggior gloria di Dio, anche sociale. Scritti in onore di Giovanni Cantoni nel suo settantesimo compleanno, Cantagalli, Siena 2008.
- (con Luigi Berzano, Carlo Genova, Massimo Introvigne e Roberta Ricucci), Cinesi a Torino. La crescita di un arcipelago, il Mulino, Bologna, 2010.
- (con Massimo Introvigne), La Messa è finita? Pratica cattolica e minoranze religiose nella Sicilia Centrale, Salvatore Sciascia Editore, Caltanissetta - Roma 2010.
- (con Massimo Introvigne), Enciclopedia delle religioni in Italia, Elledici, Torino 2013.
- (con Oscar Sanguinetti), «Costruiremo ancora cattedrali». Per una storia delle origini di Alleanza Cattolica (1960-1974), D'Ettoris Editori, Crotone 2022.